# Planchonella thiensis
Planchonella thiensis är en tvåhjärtbladig växtart som beskrevs av Aubrev. Planchonella thiensis ingår i släktet Planchonella och familjen Sapotaceae.
Artens utbredningsområde är Nya Kaledonien. Inga underarter finns listade i Catalogue of Life.